# Boudu sauvé des eaux
Pour les articles homonymes, voir Boudu sauvé des eaux (homonymie).
Pour plus de détails, voir Fiche technique et Distribution.
Boudu sauvé des eaux est un film français réalisé par Jean Renoir et sorti en 1932. Il est adapté de la pièce homonyme de René Fauchois créée en 1919.

## Synopsis
Dans le Paris du début des années 1930, Boudu est désespéré parce qu'il a perdu son chien "Black" et dégoûté par la société. Ce clochard, se jette dans la Seine depuis le pont des Arts. Monsieur Lestingois, bourgeois libéral, et libraire, qui l'observe à la longue vue, intervient et le sauve. Il le ramène dans son magasin. Une fois revenu à lui, Boudu s'installe pour un temps chez M. Lestingois, au grand déplaisir de sa bonne Anne-Marie (qui est sa maîtresse) et de sa femme Emma. Lestingois cherche à civiliser Boudu. Mais ce dernier préfère semer le désordre dans la maison, séduire la bonne et Mme Lestingois… Pour satisfaire la morale, on décide de marier Boudu à la bonne. Les noces se déroulent au bord de la Marne. La fête nautique tourne mal, la barque des mariés se renverse, et Boudu en profite pour s'échapper en nageant dans la rivière et repartir au fil de l'eau.

## Fiche technique
- Titre : Boudu sauvé des eaux
- Réalisation : Jean Renoir, assisté de Jacques Becker et Georges Darnoux
- Scénario : Jean Renoir et Albert Valentin (non crédité), d'après la pièce de René Fauchois (1919)
- Décors : Jean Castanier et Hugues Laurent
- Photographie : Marcel Lucien
- Opérateurs : Georges Asselin, assisté de Jean-Paul Alphen
- Son : Igor Kalinowski
- Montage : Marguerite Renoir, Suzanne de Troye
- Musique : Johann Strauss II (Le Beau Danube bleu)
  - Chansons : Sur les bords de la Riviera, paroles de Marcel Bertal, musique de Léo Daniderff  ; Les fleurs du jardin chaque soir ont du chagrin, paroles de Jean Renoir
- Production : Michel Simon ; Jean Gehret (associé)
- Sociétés de production : Les films Sirius, Productions Michel Simon
- Sociétés de distribution : Les établissements Jacques Haïk ; Pathé Distribution (ressortie)
- Pays de production :  France
- Langue : français
- Format : Noir et blanc - 35 mm - 1,19:1 (format d'origine)[1] - son mono
- Genre : comédie satirique
- Durée : 82 minutes
- Dates de sortie : France : 11 novembre 1932 (première au cinéma Le Colisée à Paris)

## Distribution
- Michel Simon : Boudu, le clochard (surnommé "Priape"[2] au mariage)
- Charles Granval : Édouard Lestingois, le libraire
- Marcelle Hainia : Emma Lestingois, l'épouse du libraire
- Séverine Lerczinska : Anne-Marie, la bonne (surnommée "Chloé"[2] au mariage)
- Jean Gehret : Vigour, un ami du libraire
- Max Dalban : Godin, un autre ami du libraire
- Jean Dasté : l'étudiant, un client du libraire
- Jacques Becker : le poète sur le banc
- Georges Darnoux : l'invité au mariage
- Régine Lutèce : la jeune femme au chien perdu
- Jane Pierson : Rose, la bonne du voisin
- Geneviève Cadix : la petite fille

## Accueil
« Le charme de Boudu, c'est la glorification de la vulgarité. C'est la mise en forme civilisée et nonchalante de la plus franche lubricité. Boudu est un film magnifiquement obscène. »

— André Bazin, Jean Renoir

## Remakes
- 1955 : Il coraggio (en français « Le courage ») de Domenico Paolella.
- 1986 : Le Clochard de Beverly Hills (Down and out in Beverly Hills) de Paul Mazursky
- 2005 : Boudu de Gérard Jugnot

## Autour du film
- Le tournage a eu lieu à l'été 1932, dans les studios d'Épinay-sur-Seine et en extérieurs à Chennevières-sur-Marne, sur les quais de la Seine, quai de Conti et sur le pont des Arts à Paris.
- C'est le seul film produit par Michel Simon en nom propre.
- C'est Michel Simon , qui venait de tourner La Chienne avec Renoir, qui propose à ce dernier la pièce de René Fauchois qu'il avait jouée en 1925 au théâtre des Mathurins[4] et qui avait été créée en 1919 au théâtre des Célestins puis au théâtre Albert-Ier avec Marcel Vallée. Fauchois s'était lui-même inspiré d'une pièce en un acte du dramaturge toscan Augusto Novelli, Il coraggio, représentée à Florence en mars 1912, et qui inspirera le film homonyme italien de Domenico Paolella en 1955, avec Totò et Gino Cervi.
- Lestingois étant libraire, plusieurs livres sont cités dans le film : Les Lettres d'Amabed[5] de Voltaire, Physiologie du mariage d'Honoré de Balzac, Les Fleurs du mal de Charles Baudelaire.
- Régine Lutèce, Miss Paris 1931, a fait une carrière de mannequin et de créatrice de mode après quelques apparitions au cinéma dans les années 1930.
- Le film a été entièrement restauré et remasterisé en 2010 par les laboratoires L'immagine ritrovata (Bologne) et Digimage (Paris), à partir d'un négatif original nitrate et d'un marron de conservation, permettant la réintroduction d'une scène inédite, coupée lors de la sortie (lorsque Boudu crache dans Physiologie du mariage)[1].